# Roy Salvadori
Roy Francesco Salvadori (ur. 12 maja 1922 w Dovercourt, zm. 3 czerwca 2012) – brytyjski kierowca wyścigowy pochodzenia włoskiego.

## Kariera
Karierę rozpoczął w 1947 roku, ścigając się Alfą Romeo o pojemności silnika 2,9 l. W Formule 1 zadebiutował 12 lipca 1952 roku. W latach 1954–1956 ścigał się w zespole Gilby Engineering Ltd., osiągając dobre wyniki szczególnie w wyścigach niewliczanych do punktacji Mistrzostw Świata. Następnie ścigał się Cooperem i Aston Martinem. W 1961 roku prawie wygrał Grand Prix Francji, prowadząc w wyścigu przed Innesem Irelandem w Lotusie, ale jedno okrążenie przed końcem w samochodzie Salvadoriego wybuchł silnik. Po 1962 zakończył karierę kierowcy Formuły 1. Łącznie uczestniczył w 50 Grand Prix, osiągnął dwa miejsca na podium i zdobył 19 punktów.
W trakcie jego kariery wygrał ponadto wyścig 24h Le Mans 1959, prowadząc Aston Martina wraz z Carrollem Shelbym. Po zakończeniu kariery kierowcy wyścigowego w latach 1966–1967 zarządzał zespołem Cooper. Następnie wrócił do Monako, gdzie mieszkał. W jego mieszkaniu odbywały się spotkania, które przyciągały dużą liczbę kierowców Formuły 1. Był także częstym gościem podczas historycznych pokazów.

## Wyniki w Formule 1
| Legenda oznaczeń w tabelach wyników Wyświetl szablon na nowej stronie | Legenda oznaczeń w tabelach wyników Wyświetl szablon na nowej stronie                                                                     |
| Oznaczenie                                                            | Wyjaśnienie |
| --------------------------------------------------------------------- | --- |
| Złoty                                                                 | Zwycięzca lub mistrzostwo |
| Srebrny                                                               | 2. miejsce lub wicemistrzostwo |
| Brązowy                                                               | 3. miejsce lub II wicemistrzostwo |
| Zielony                                                               | Ukończył, punktował (w klasyfikacji generalnej, gdy zdobył co najmniej jeden punkt na przestrzeni sezonu, poza trzema powyższymi opcjami) |
| Niebieski                                                             | Ukończył, nie punktował (w klasyfikacji generalnej, gdy nie zdobył co najmniej jednego punktu na przestrzeni sezonu)                      |
| Czerwony                                                              | Nie zakwalifikował się (NZ) |
| Czerwony                                                              | Nie prekwalifikował się (NPK) |
| Różowy                                                                | Nie ukończył (NU) |
| Różowy                                                                | Niesklasyfikowany (NS) (w klasyfikacji generalnej, gdy nie został sklasyfikowany w żadnym wyścigu sezonu)                                 |
| Czarny                                                                | Zdyskwalifikowany (DK) |
| Czarny                                                                | Wykluczony (WYK/EX) |
| Biały                                                                 | Nie wystartował (NW) |
| Biały                                                                 | Kontuzjowany (K/INJ) |
| Biały                                                                 | Wyścig odwołany (OD/C) |
| Bez koloru                                                            | Został wycofany (WYC/WD) |
| Bez koloru                                                            | Nie przybył (NP/DNA) |
| Bez koloru                                                            | Nie brał udziału w treningach (NT/DNP) |
| Bez koloru                                                            | Nie został zgłoszony (–) |
| Pogrubienie                                                           | Start z pole position |
| Kursywa                                                               | Najszybsze okrążenie wyścigu |
| †                                                                     | Nie ukończył, ale jego rezultat został zaliczony ze względu na przejechanie więcej niż 90% dystansu wyścigu.                              |
| *                                                                     | Sezon w trakcie |
| 1/2/3                                                                 | Punktowana pozycja w sprincie kwalifikacyjnym                                                                                             |
| Lista systemów punktacji Formuły 1                                    | |

| Rok  | Zespół                      | Samochód              | Silnik          | Wyniki w poszczególnych eliminacjach | Wyniki w poszczególnych eliminacjach | Wyniki w poszczególnych eliminacjach | Wyniki w poszczególnych eliminacjach | Wyniki w poszczególnych eliminacjach | Wyniki w poszczególnych eliminacjach | Wyniki w poszczególnych eliminacjach | Wyniki w poszczególnych eliminacjach | Wyniki w poszczególnych eliminacjach | Wyniki w poszczególnych eliminacjach | Wyniki w poszczególnych eliminacjach | Msc. | Pkt. |
| ---- | --------------------------- | --------------------- | --------------- | ------------------------------------ | ------------------------------------ | ------------------------------------ | ------------------------------------ | ------------------------------------ | ------------------------------------ | ------------------------------------ | ------------------------------------ | ------------------------------------ | ------------------------------------ | ------------------------------------ | ---- | ---- |
| 1952 | G. Caprara                  | Ferrari 500           | Ferrari R4      | CHE                                  | 500                                  | BEL                                  | FRA                                  | GBR 8                                | DEU                                  | NLD                                  | ITA                                  |                                      |                                      |                                      | –    | 0    |
| 1953 | Connaught Engineering       | Connaught Type A      | Lea-Francis R4  | ARG                                  | 500                                  | NLD NU                               | BEL                                  | FRA NU                               | GBR NU                               | DEU NU                               | CHE                                  | ITA NU                               |                                      |                                      | –    | 0    |
| 1954 | Gilby Engineering Ltd.      | Maserati 250F         | Maserati R6     | ARG                                  | 500                                  | BEL                                  | FRA NU                               | GBR NU                               | DEU                                  | CHE                                  | ITA                                  | ESP                                  |                                      |                                      | –    | 0    |
| 1955 | Gilby Engineering Ltd.      | Maserati 250F         | Maserati R6     | ARG                                  | MCO                                  | 500                                  | BEL                                  | NLD                                  | GBR NU                               | ITA                                  |                                      |                                      |                                      |                                      | –    | 0    |
| 1956 | Gilby Engineering Ltd.      | Maserati 250F         | Maserati R6     | ARG                                  | MCO                                  | 500                                  | BEL                                  | FRA                                  | GBR NU                               | DEU NU                               | ITA 11                               |                                      |                                      |                                      | –    | 0    |
| 1957 | Owen Racing Organisation    | BRM P25               | BRM R4          | ARG                                  | MCO NZ                               | 500                                  |                                      |                                      |                                      |                                      |                                      |                                      |                                      |                                      | 19   | 2    |
| 1957 | Vandervell Products Ltd.    | Vanwall 57            | Vanwall R4      |                                      |                                      |                                      | FRA NU                               |                                      |                                      |                                      |                                      |                                      |                                      |                                      | 19   | 2    |
| 1957 | Cooper Car Company          | Cooper T43            | Climax R4       |                                      |                                      |                                      |                                      | GBR 5                                | DEU NU                               | PES NU                               | ITA                                  |                                      |                                      |                                      | 19   | 2    |
| 1958 | Cooper Car Company          | Cooper T45            | Climax R4       | ARG                                  | MCO NU                               | NLD 4                                | 500                                  | BEL 8                                | FRA 11                               | GBR 3                                | DEU 2                                | PRT 9                                | ITA 5                                | MOR 7                                | 4    | 15   |
| 1959 | High Efficiency Motors      | Cooper T45            | Climax R4       | MCO 6                                | 500                                  |                                      | FRA NU                               |                                      |                                      |                                      |                                      | USA NU                               |                                      |                                      | –    | 0    |
| 1959 | David Brown Corporation     | Aston Martin DBR4/250 | Aston Martin R6 |                                      |                                      | NLD NU                               |                                      | GBR 6                                | DEU                                  | PRT 6                                | ITA NU                               |                                      |                                      |                                      | –    | 0    |
| 1960 | High Efficiency Motors      | Cooper T51            | Climax R4       | ARG                                  | MCO NU                               | 500                                  |                                      |                                      |                                      |                                      |                                      |                                      | USA 8                                |                                      | –    | 0    |
| 1960 | David Brown Corporation     | Aston Martin DBR4/250 | Aston Martin R6 |                                      |                                      |                                      | NLD NW                               | BEL                                  | FRA                                  |                                      |                                      |                                      |                                      |                                      | –    | 0    |
| 1960 | David Brown Corporation     | Aston Martin DBR5/250 | Aston Martin R6 |                                      |                                      |                                      |                                      |                                      |                                      | GBR NU                               | PRT                                  | ITA                                  |                                      |                                      | –    | 0    |
| 1961 | Yeoman Credit Racing Team   | Cooper T53            | Climax R4       | MCO                                  | NLD                                  | BEL                                  | FRA 8                                | GBR 6                                | DEU 10                               | ITA 6                                | USA NU                               |                                      |                                      |                                      | 17   | 2    |
| 1962 | Bowmaker-Yeoman Racing Team | Lola Mk4              | Climax V8       | NLD NU                               | MCO NU                               | BEL                                  | FRA NU                               | GBR NU                               | DEU NU                               | ITA NU                               | USA NW                               | ZAF NU                               |                                      |                                      | –    | 0    |